# Lac Coeur d'Alene
Pour les articles homonymes, voir Cœur d'Alène (homonymie).
Le lac Coeur d'Alene (Coeur d'Alene Lake) est un lac de l'Idaho Panhandle, dans l'Idaho aux États-Unis.
Alimenté par la Coeur d'Alene et la Saint Joe (en), il donne naissance à la Spokane.
À son extrémité nord se trouve la ville de Coeur d’Alène. Le lac s'étend sur 40 km de longueur et de 2 à 5 km de large avec plus de 175 km de rivage.
Le lac a été nommé d'après le peuple amérindien Cœur d'Alène. 